# Laab Moo
Laab Moo (Larb Moo) es un plato que se encuentra en Laos y el noreste de Tailandia. Contiene carne de cerdo picada como ingrediente principal junto con otras especias tailandesas. Se come comúnmente en Isaan.